# Ian Orr-Ewing
Charles Ian Orr-Ewing, baron Orr-Ewing, (10 février 1912 - 19 août 1999) est un homme politique conservateur britannique.

## Jeunesse
Orr-Ewing est un arrière-petit-fils d'Archibald Orr-Ewing. Il fait ses études à la Harrow School et au Trinity College d'Oxford. Au Trinity College, il obtient son diplôme d'ingénieur électricien, avec une maîtrise en physique. Puis, apprenti diplômé de l'EMI à 22 ans en 1934, il fait partie d'une équipe qui construit le premier téléviseur.

## Carrière
Orr-Ewing travaille avec la BBC de 1937 jusqu'en 1939, quand il rejoint la Royal Air Force et sert en Afrique du Nord, en Italie et en Europe du Nord-Ouest pendant la Seconde Guerre mondiale et est également chef de Radar du général Eisenhower en 1945. Il est nommé Officier de l'Ordre de l'Empire britannique (OBE) en 1945. Après la guerre, il retourne à la BBC jusqu'en 1949.
La carrière politique d'Orr-Ewing commence en 1950, lorsqu'il est élu député de Hendon North, un siège qu'il occupe pendant cinq mandats. Durant cette période, il est secrétaire parlementaire privé de Walter Monckton, ministre du Travail, de 1951 à 1955 ; sous-secrétaire parlementaire de George Reginald Ward, secrétaire d'État à l'Air, de 1957 à 1959 ; Secrétaire parlementaire et financier de l'Amirauté en 1959; Lord civil de l'Amirauté de 1959 à 1963; Vice-président de la commission parlementaire et scientifique en 1966 et vice-président de la commission de la défense de 1966 à 1970.
Entre 1951 et 1954, il siège au Conseil de la Royal Television Society.
Ayant été créé baronnet en 1963, Orr-Ewing prend sa retraite de la Chambre des communes en 1970 et est créé pair à vie le 30 avril 1971, sous le titre de baron Orr-Ewing, de Little Berkhamsted dans le comté de Hertfordshire.

## Vie privée
Orr-Ewing est un passionné de radio amateur, portant l'indicatif d'appel G5OG jusqu'à sa mort. Le format de son indicatif d'appel indique que son permis a été délivré entre 1921 et 1939. En novembre 1976, lors de l'ouverture du Parlement, avant son annonce de présidence de la Radio Society of Great Britain, George Wallace plaisante en disant qu'Orr-Ewing détient une licence d'amateur et qu'il est familièrement connu sous le nom de « George Five Old Girl", une pièce de théâtre sur son indicatif d'appel utilisant un alphabet phonétique non standard. Orr-Ewing est décédé le 19 août 1999.